# Сучасна фолк-музика
Сучасна фолк-музика (англ. Folk music «народна музика») — жанр популярної музики, який розвинувся на основі народної музики в середині XX століття в результаті феномена фолк-рівайвлів, коли народна музика почала поширюватися серед масової аудиторії. Найуживанішою назвою для цієї нової форми стилю є також «фолк-музика», проте частіше вживають «сучасна фолк-музика» або «музика фолкового відродження», щоб якісніше можна було розрізняти. Цей період музики найбільше себе проявив у США, тому ще розрізняють музику американського фолкового відродження. Злиття жанрів, на подобі фолк-року та інших, також зараховують до цього феномену.

## Визначення
Дефініція «сучасна фолк-музика» в основному досить широка та розпливчаста. Зазвичай використовується для позначення всієї фолк-музики, яка не є традиційною народною музикою, та захоплює жанри, які утворилися та згодом еволюціонували з фолк-відродження в середині XX століття. 
Хюґ Блуменфельд дав кілька описів поняттю у межах американської фольклорної сцени:
- Англо-американська акустична музика та/чи з народними мотивами з США та Великої Британії.
- В основному має західно-європейські корені та лінгвістично зазвичай англомовна. Інші музичні випадки та мови, правильно або помилково, виділяють окремо та зараховують до етнічної музики («World music»).
- Нечисленні винятки у цій моделі випливають переважно з поширених політичних/історичних умов в англо-американському світі та в демографії шанувальників фолку: кельтська музика, блюз, деякі види центральної та південноамериканської музики, народної музики індійців та клезмер.

Коли романтичний націоналізм першого фолк-відродження дав вагомий внесок в артмузику, то друге фолк-відродження принесло нові жанри популярної музики з виконавцями, які заробляли великі гроші на концертах, записах та телеетерах. Однією з перших відомих фігур відродження був Вуді Гатрі, який виконував як народні пісні так і свої власні у 1930-х та 1940-х роках. У Великій Британії фолк-відродження виплекало чисельне покоління авторів-виконавців пісень таких як Донован, який досягнув популярності у 1960-х роках. Фолк-відродження породило першу фолк-хвилю в Канаді з міжнародно успішними виконавцями, такими як Ґордон Лайтфут, Леонард Коен, Джоні Мітчелл та Баффі Сент-Марі.

## Історія
Народна музика була частиною культури різних співтовариств (регіональних, етнічних, расових) і не була спеціально складена і спродюсована для масового споживання. Однак в середині XX століття в результаті фолк-рівайвлов, вона стала проникати в масову культуру. В результаті почали з'являтися поєднання народної та популярної музики. Завдяки розвитку радіо і звукозапису як самі музиканти, так і слухачі могли познайомитися з регіональною музикою.
Одним з перших артистів, які сприяли поширенню народної музики серед масової аудиторії, був американський виконавець Вуді Гатрі, який співав народні пісні в 1930-і і 1940-і роки. Частина пісень були написані ним самим. Серед друзів і послідовників Гатрі популярність здобув збирач фольклору, композитор Піт Сігер. Цей період підйому інтересу до американської народної музики іноді називають першою хвилею американського фолк-рівайвла.
Основними виконавцями, які з'явилися в періоді між 1940 та 1960 роками, були Вуді Гатрі, Піт Сіґер, Філ Оукс, Джоан Баез та Боб Ділан. Середина 1960-х та початок 1970-х років були пов'язані з великими музичними, політичними та культурними змінами та контркультурою. В той же час фолк-музика зазнала швидкої еволюції, розширення та диверсифікації, пов'язаних з цим періодом. Основні зміни відбулися через еволюцію таких виконавців, як Боб Ділан, Джоан Баез, Джуді Коллінз, а також через утворення нових жанрів з роком та попом. У цей період термін «музика протесту» часто використовувався для характеристики фолк-музики з актуальною політичною тематикою. Канадські виконавці Ґордон Лайтфут, Леонард Коен, Брюс Кокберн та Джоні Мітчелл виконували ріні мікси фолк-музики з іншими стилями та користувалися великою популярністю в США. Починаючи з 1970-х років фолк-музику зайняли нові виконавці, такі як Джоні Мітчелл, Ніл Янг та Гаррі Чапін.

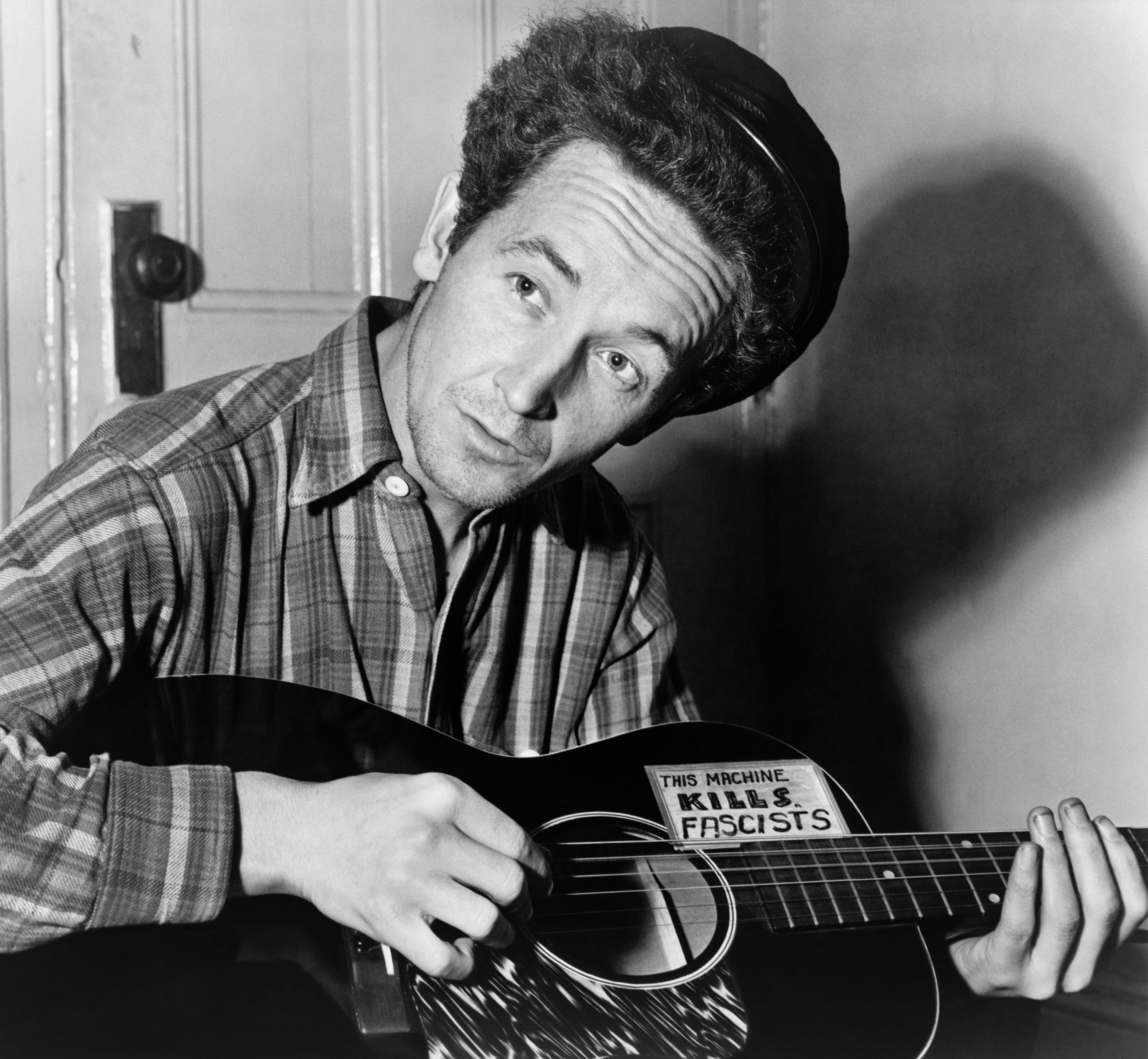
Вуді Гатрі

Народна музика стала активно змішуватися з мейнстрімовою поп-музикою, коли зрілого віку досягли представники покоління бебі-бумерів - люди, народжені після Другої світової війни. Багато з них виросли, слухаючи збірники музичного фольклору начебто Антології американської фолк-музики. Цей підйом інтересу до народної музики в США в кінці 1950-х - початку 1960-х років іноді називається другою хвилею американського фолк-рівайвла. Породжена фолк-рівайвлом музика, за своєю природою була популярною музикою, але з осмисленими текстами пісень на соціальну тематику [.
У середині XX століття в процесі фолк-рівайвлів на основі народної музики розвинувся однойменний жанр популярної музики - фолк-музика. Одним з перших відомих виконавців фольку став американський співак і композитор Боб Ділан. Він продемонстрував, як можна складати сучасні пісні, спираючись на елементи традиційної музики, але при цьому висвітлювати в них характерні події і звичаї сучасності. Серйозні фольклористи не вважали їх такими. У підсумку в США автора-виконавця уявляли людиною, яка бриньчить на гітарі і співає гугнявим голосом пісні на злободенні теми. Таким  було стереотипне уявлення, що таке народна музика.
Пік популярності фолк-музики припав на середину 1960-х років, коли на естраді з'явилися такі автори-виконавці як Річі Гевенс, Джоні Мітчелл, Мелані, а також найрізноманітніші групи, які у своїх композиціях використовували елементи народної музики. Класичним прикладом такої музики може служити пісня дуету Simon & Garfunkel «El Condor Pasa».  Протягом короткого періоду (приблизно з 1958 по 1965 рік) така музика займала високі місця в музичних поп-чартах США і Британії. Хіти були в основному створені не «народом», а музикантами-професіоналами або напівпрофесіоналами. Пісні часто були «розбавлені» сучасними елементами народні пісні або стилізовані під них композиції власної творчості.
У Великій Британії фолк-рівайвл породив покоління авторів-виконавців, таких як Донован, Берт Дженш, Ральф Мактелл і Рой Харпер, які досягли успіху в 1960-х роках. У Канаді з'явилися всесвітньо успішні Ґордон Лайтфут, Леонард Коен, Джоні Мітчелл і Баффі Сент-Марі. Період з середини 1960-х до початку 1970-х років був пов'язаний з великими змінами в музиці, політиці і способі життя. Основні зміни торкнулися найбільш визнаних виконавців, таких як Боб Ділан, Джоан Баез, Джуді Коллінз, виражалися в створенні ними нових змішаних стилів з рок- і поп-музикою.
До інших піджанрів фолку належать анти-фолк, фолк-панк (наприклад  ірландський гурт Pogues у 1980-х роках), інді-фолк, фолктроніка, фрік-фолк та американка та міксовані жанри, такі як фолк-метал, прогресивний фолк, психоделічний фолк та неофолк.
Для позначення різноманіття популярної музики, яка виникла під час та після рівайвлів і стала повсюдно називатися «народною», в англійській мові був введений термін «сучасна народна музика». Безпосередньо народну музику стали називати «традиційна народна музика».  

## Стилі сучасної фолк-музики

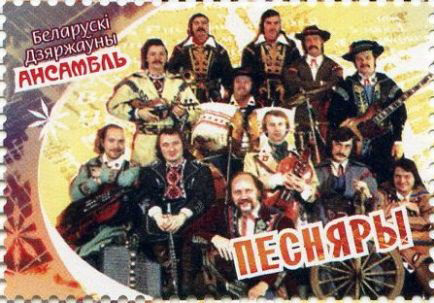
«Песняры» — один із перших радянських ансамблів, які виконували фолк-музику

Фолк-музика вбирає в себе широке розмаїття стилів, що виникли в XX столітті на основі традиційної народної музики. Крім безпосередньо самого фолку до них відносяться :
- неотрадиційний фолк — фолк-музика, виконана на старий манер;
- фолк-рок — в строгому сенсі, суміш американського фолку та року, проте часто під цим терміном мають на увазі суміш будь-якого фолку та року;
- фолк-поп — більш м'яка, ніжна і поп-орієнтована форма фолк-року;
- електрик-фолк — різновид фолк-року, розроблений в кінці 1960-х років в Англії на основі американського фолк-року.
- мідівал-фолк-рок — фолк-рок з використанням середньовічних мелодій і інструментів;
- фолк-панк — суміш фолку та панку, більш енергійна форма фолк-року;
- фолк-метал — суміш фолку і метала, екстремальна форма фолк-року;
- інді-фолк — суміш фолку та інді-року, незалежна форма музики, яка ближче швидше до рок-музики, ніж до фолк-музики
- психоделічний фолк — експериментальна / психоделічна форма фолк-року;
- прогресив-фолк — стилістично або тематично ускладнена форма фолку;
- фолк-джаз — суміш фолку і джазу;
- фолк-бароко — суміш британського і американського фолку і джазу, що виконується за допомогою палацової техніки гри на гітарі, з'явилася в 1960-х;
- нова акустика  — суміш блюграс і джазу, з використанням виключно акустичних інструментів, з'явилася в 1970-х;
- альтернативний фолк — більш енергійне і агресивне звучання з альтернативною, що не характерною для традиційного фольку, тематикою
- антіфолк — експериментальний фолк, натхненної панк-рухом;
- етно-електроніка — суміш фолку та електронної музики;
- неофолк — меланхолійна суміш фолку та індустріалу;
- нью-ейдж — позитивна суміш фолку, ембієнту та інших впливів;
- менестрельская пісня — особливий жанр фолк-музики, що народився в рольовому співтоваристві. Поєднує в собі середньовічне менестрельське мистецтво і середньовічно-фентезійну тематику. Композиції можна умовно розділити на три типи: серйозні, гумористичні та рольові.

Зачіпаються хвилюючі автора сюжети (любов, війна, дорога, смерть та ін.), можуть бути історичними, фентезійними, авторськими тощо